# New Plymouth
New Plymouth in inglese, Ngāmotu in maori, è una città della Nuova Zelanda, capoluogo dell'omonimo distretto nonché della regione del Taranaki.
La popolazione è di circa 42 000 abitanti ed è il principale centro della regione.

## Geografia fisica
La cittadina si affaccia sul Mar di Tasman ed è sovrastata dal vulcano Taranaki.